# Madre Francisca Peeters
Elizabeth Peeters (Tournai, 21 de outubro de 1876 – Jaboticabal, 23 de dezembro de 1973), conhecida por seu nome eclesiástico Madre Francisca Peeters, foi uma religiosa católica e educadora belga que se instalou no Brasil em 1914. Foi uma das primeiras mulheres a escrever um manual de sociologia, além de das primeiras mulheres no Brasil no início do século XX, junto com a Madre Maria Augusto de Cooman, a escrever um manual de história da educação.

## Biografia
Elizabeth Peeters nasceu em Tournai, na Bélgica, em 21 de outubro de 1876, em uma família tradicionalmente católica. Durante a infância e a adolescência, estudou em sua cidade natal no Colégio de Santo André e, aos domingos, atuava como professora na alfabetização de adultos na escola dominical da comunidade. Mais tarde, ingressou no curso superior em Lovaina. Aos 19 anos, iniciou sua formação religiosa na Congregação das Irmãs de Santo André, recebendo o nome de Francisca Peeters. Consagrou-se em 13 de dezembro de 1897.
A Madre Peeters veio ao Brasil em virtude da solicitação do bispo de São Carlos, D. José Marcondes Homem de Mello, o qual pleiteava a abertura de colégios em sua diocese. Madre Peeters chegou em Santos em 11 de fevereiro de 1914, iniciando seu trabalho de educadora no Grupo Escolar Coronel Vaz. Mudou-se para Jaboticabal em 1923, onde atuou na organização da Escola Normal do Colégio Santo André, onde passou a lecionar várias disciplinas (tais como Matemática, Física, Sociologia, etc.) e a secretariar a escola. Foi nesse período em que escreveu seus manuais escolares, que obtiveram ampla circulação no Brasil.
Em 1956, se afastou do ensino para se dedicar à leitura e à conversa com jovens sacerdotes. Em 1962, passou por uma intervenção cirúrgica, tornando-se obrigada a retirar-se para a vida comum. Sua saúde tornou-se progressivamente mais frágil, vindo a falecer em 23 de dezembro de 1973.

## Obra
A obra da Madre Francisca Peeters se insere em um contexto de disputa institucional no Brasil do início do século XX entre a Igreja Católica e o liberalismo em voga. A Igreja sofrera várias perdas com a separação entre Igreja e Estado na Constituição de 1891 e buscava compensá-las por meio da estruturação de centros de formação e de revistas, e de ações e projetos educacionais, entre os quais se incluía a criação de manuais disciplinares para a formação de professores.
O primeiro manual disciplinar da Madre Peeters, Noções de Sociologia, foi publicado em 1935 e foi um dos primeiros manuais de Sociologia a serem escritos por uma mulher. O manual buscava definir a Sociologia e apresentar vários pontos da sociedade (tais como economia, política e religião) de uma perspectiva católica. Chegou a ter seis edições, sendo a última publicada em 1964.
Seu segundo manual, Educação - História da Pedagogia (Uma Pequena História da Educação, a partir da segunda edição), escrito em conjunto com a Madre Maria Augusto de Cooman, foi publicado em 1938, sendo um dos primeiros manuais da história da educação no Brasil no século XX, além do primeiro a ser escrito por mulheres no Brasil. O manual, cujo público alvo eram os alunos normalistas, traça uma história geral da educação e os principais problemas educacionais. Chegou a ter dez edições, sendo adotado nas escolas normais e em alguns cursos de formação de professores oferecidos por universidades brasileiras até a Década de 1970.
Além de manuais disciplinares, Madre Peeters foi autora do livro Sereis minhas testemunhas, um livro de meditação destinado a alunas de colégios católicos.